# Kapitán opouští tonoucí loď jako poslední
Kapitán opouští tonoucí loď jako poslední je stará námořní tradice vycházející ze skutečnosti, že kapitán lodi nese dle mořského práva na svých bedrech nejvyšší zodpovědnost za loď, za její posádku a za všechny pasažéry. V případě problémů, nehody či nebezpečí má kapitán povinnost učinit vše pro záchranu všech lidí na palubě. Pokud není možné zachránit při nehodě všechny osoby na palubě, dle tradice klesá kapitán ke dnu i se svojí lodí, aby si uchoval námořnickou čest.
V České republice je povinnost kapitána opustit tonoucí námořní plavidlo jako poslední od roku 2000 ukotvena v zákoně č. 61/2000 Sb. o námořní plavbě v § 38 odst. 2.

## Původ
Tato námořní tradice má souvislost s jiným citátem ze společenské etikety pro krizové situace, jež pochází z 19. století: „ženy a děti první“. V anglofonním světě takový přístup reflektuje Viktoriánské období a tehdejší ideály kavalírství, jež spočívaly v očekávání, že osoby patřící k vyšším společenským vrstvám se budou držet vybraných mravů spojených se ctí, službou a respektem vůči sociálně slabším vrstvám než oni. To zase vychází z pradávného pravidla, že celý kmen ochraňuje své ženy a děti. Když v roce 1852 ztroskotala loď HMS Birkenhead, byly veřejností oceněny zásluhy mužů, kteří zachránili životy žen a dětí tím, že je poslali do záchranných člunů první. Báseň „Soldier an' Sailor Too“ od Rudyarda Kiplinga a kniha Vlastní silou od Samuela Smilese vyzdvihovaly odvahu mužů, kteří stáli v pozoru a hráli v kapele, když se jejich loď potápěla.

## Společenská a právní odpovědnost
Námořní tradice hlásá, že kapitán lodi má být poslední živou osobou, jež opouští loď před tím, než se potopí nebo než je zcela zničena, a pokud není možné z lodi evakuovat všechny cestující a členy posádky, kapitán neučiní žádné kroky k záchraně vlastního života, i když by dostal tu možnost. Ve společenském kontextu, a zvláště když jde o povolání námořníků, se kapitáni lodi cítí povinni vzít na sebe takovouto zodpovědnost coby společenskou normu. 
V mořském právu je odpovědnost kapitána lodi prvořadá bez ohledu na její stav. Takže opuštění lodi má právní důsledky, včetně povahy práva záchrany majetku. A proto, i když kapitán opustí svou loď z důvodu krajní nouzové situace nebo z jiných důvodů, je za ni obecně zodpovědný i v jeho nepřítomnosti na palubě, a tak je nucen se na loď vrátit, dokud nebezpečí nepoleví. Pokud námořní kapitán evakuuje loď v době války, může to být považováno za závažný zločin podobný dezerci, pokud se kapitán na ni následně nevrátí, aby zabránil zajetí posádky a ukořistění lodi nepřítelem.
Za závažný zločin může být považováno i opuštění lodi kapitánem v nouzové situaci, za což mohou být citelné tresty odnětí svobody. Například italský kapitán lodi Francesco Schettino, jenž v roce 2012 opustil svou vážně poškozenou loď Costa Concordia, byl nejen odsuzován veřejností za své činy, ale součástí jeho celkového 16letého trestu odnětí svobody byl i jeden rok za ponechání pasažérů jejich osudu. Opuštění lodi bylo po celá staletí považováno za zločin ve Španělsku, v Itálii i v Řecku. Například i právo Jižní Koreje rovněž vyžaduje, aby kapitán lodi zachránil svůj život až jako poslední. Finský námořní zákon (Merilaki) uvádí, že kapitán lodi musí učinit vše v jeho moci, aby zachránil všechny osoby na palubě lodi v případě nouzové situace, a pokud není bezprostředně ohrožen kapitánův život, neopustí loď v případě, že je zde stále reálná naděje zachránit loď samotnou. V USA není opuštění plavidla kapitánem zákony nijak postihováno, ale kapitán může být i tak viněn z jiných trestněprávních věcí, například ze zabití, na základě precedensu (dle angloamerického práva) předávaný po staletí. Opuštění lodi není samo o sobě nelegální ani dle mořského práva.

## Příklady

### Kapitáni utonuvší nebo opustivší loď jako poslední

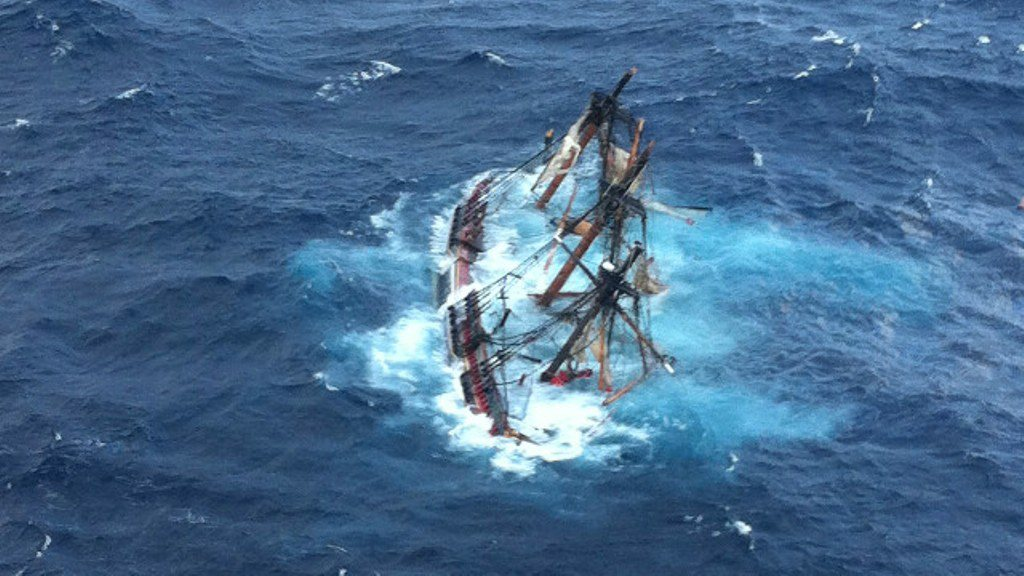
Loď Bounty se potopila u pobřeží Severní Caroliny během Hurikánu Sandy dne 29. října 2012. Dva lidé zemřeli včetně kapitána Walbridge poté, kdy loď přišla o generátor energie a byla zaplavena.

- 27. září 1854 – James F. Luce velel parníku SS Arctic firmy Collins Line, když došlo ke srážce s lodí SS Vesta nedaleko Newfoundlandu. Kapitán Luce nejprve šel ke dnu se svou lodí, ale podařilo se mu pak z trosek vyplavat na hladinu. O dva dny později byl zachráněn, když byl nalezen na plovoucích troskách boxu na lopatkové kolo, jež však při nehodě zabilo jeho nejmladšího syna Willieho.[8]
- 12. září 1857 – William Lewis Herndon byl kapitánem parníku SS Central America patřící společnosti U.S. Mail Steamship Company, který se dostal do problémů kvůli hurikánu. Na záchranu byly vyslány dvě lodi, ale zachránit se podařilo jen malou část pasažérů. Kapitán Herndon se rozhodl zůstat s nezachráněnými a dle očitých svědků, kteří se zachránili, si kapitán Herndon oblékl všechny díly své uniformy, postavil se k lopatkovému kolu, držel se za zábradlí, sundal si čapku a sklopil hlavu při modlitbě, když se loď zakymácela a začala jít ke dnu.
- 27. března 1904 – Kapitán Takeo Hirose, jenž měl na starost velení lodi Fukui Maru, jež měla blokovat vodní přístup během bitvy u Port Arthuru, a tak byla úmyslně potopena. Zemřel, když prohledával potápějící se loď, zda tam nezbyli pasažéři, ale ta byla v tu chvíli zasažena dělem ruské pobřežní artilérie, což způsobilo explozi.
- 13. dubna 1904: Viceadmirál Stěpan Makarov z ruského carského loďstva klesl ke dnu i se svou lodí Petropavlovsk poté, když loď vplula přímo na japonskou námořní minu během první fáze obléhání Port Arturu.
- 15. dubna 1912 – Kapitán Edward J. Smith, jenž velel lodi Titanic v době jejího potopení na severu Atlantského oceánu po srážce s ledovcem, byl spatřen, jak se vrací na můstek těsně předtím, než se loď ponořila pod hladinu.[9] Existuje více výpovědí o tom, jak kapitán Smith zemřel. První zvěsti naznačovaly, že se před potopením zastřelil.[10] Dle jiných zvěstí zemřel na můstku, když ho zalila mořská voda.[11][12] Spolehlivé[13] výpovědi naznačují, že Smith skočil z můstku přes palubu v momentě potopení a následně zemřel ve vodě, pravděpodobně poblíž záchranného člunu Collapsible B. Neznámý plavec, o kterém se soudilo, že šlo o kapitána Smithe, vykřikoval: „Tak jo, chlapci. Hodně štěstí a Bůh vám žehnej“, a než zemřel, posádku člunu povzbuzoval slovy: „Dobře, chlapci! Dobře, chlapi!“[14][15]
- 26. srpna 1914 – Kapitán Zimro Moore velel americké osobní a nákladní lodi SS Admiral Sampson, do které narazil v husté mlze poblíž Seattlu parník Princess Victoria. Loď neopustil a s ostatními členy posádky pomáhal dostat většinu pasažérů do bezpečí na palubu lodi Princess Victoria, jež náraz ustála. Se svou lodí pak klesl ke dnu.
- 30. května 1918 – Když byl italský parník Pietro Maroncelli torpédován německou ponorkou SM UB-49 a začal se potápět, nařídil italský kontradmirál Giovanni Viglione, jenž na lodi sloužil jako komodor celého konvoje lodí, všem přeživším zachránit se na záchranných člunech. On sám však zůstal na palubě lodi a potopil se i s ní.[16]
- 25. října 1927 – Kapitán Simone Gulì se potopil i se svou lodí SS Principessa Mafalda u brazilského pobřeží pět hodin poté, kdy praskla hřídel lodního šroubu a poškodila trup lodi. Nehodu nepřežilo 314 pasažérů z 1252 a všichni členové posádky.
- 27. června 1940 – Když byla ve Středozemním moři italská ponorka Console Generale Liuzzi přinucena britskými válečnými plavidly vystoupat na hladinu, nařídil velitel ponorky poručík Lorenzo Bezzi posádce, aby opustila plavidlo. Pak ponorku poškodil tak, aby se potopila ke dnu a on s ní.
- 28. února 1942 – Kontradmirál Karel Doorman zemřel v boji, když byla jeho vlajková loď Hr. Ms. De Ruyter (1935) torpédována v bitvě v Jávském moři. Část posádky byla před potopením zachráněna, ale Karel Doorman šel ke dnu i s lodí. Spolu s ním zemřel i první důstojník kapitánporučík Eugène Lacomblé.
- 30. prosince 1950 – Luis González de Ubieta, jenž byl admirálem republikánského námořnictva v exilu, se potopil i se svou lodí. Odmítl záchranu, když obchodní loď Chiriqui, které velel, se potopila v Karibském moři nedaleko kolumbijského města Barranquilla.[17]
- 10. ledna 1952 – Poté, kdy byla loď  SS Flying Enterprise zasažena dvěma po sobě jdoucími obřími vlnami, kapitán Kurt Carlsen zůstal na palubě, jakmile byli všichni pasažéři i posádka evakuováni. On sám zamýšlel dohlédnout na pokus odtáhnout poškozenou loď do přístavu. Nakonec se k němu přidal Ken Dancy, člen posádky lodi, jež měla odtah zařídit. Jenže loď se začala potápět, takže bylo nutné ji opustit. Carlsen řekl Dancymu, aby přeskočili spolu, což Dancy odmítl, protože chtěl skočit první, aby mohl Carlsen být tím, kdo loď opustí jako poslední. SS Flying Enterprise se potopila o 48 minut později.
- 26. července 1956 – Kapitán zaoceánské lodi SS Andrea Doria Piero Calamai se poté, kdy ho upokojilo, že se podařilo evakuovat všech 1 660 pasežérů i všechny členy posádky po srážce s lodí MS Stockholm (1948), rozhodl jít ke dnu i se svou lodí, aby tak učinil pokání za své chyby, jež zapříčinily tuto katastrofu, při níž zemřelo 46 lidí. Když dozoroval záchrannou operaci, jež byla jednou z největších v dějinách mořeplavby, Calamai se obrátil k jednomu ze svých důstojníků a potichu pověděl: „Pokud se zachráníš, možná bys mohl dorazit do  Janova a navštívit mou rodinu... Pověz jim, že jsem učinil vše, co se dalo udělat.“ Ostatní důstojníci ho ale nakonec přesvědčili, aby se přece zachránil, což s váháním nakonec učinil a nastoupil do záchranného člunu, protože ho tam nechtěli nechat. V každém případě se Calamai ještě jednou ujistil, zda skutečně opouští potápějící se loď jako poslední.[18][19] Kapitán Calamai poté již nikdy nevelel žádné jiné lodi a v roce 1972 na své smrtelné posteli kladl otázky: „Jsou všichni pasažéři v bezpečí? Jsou všichni pasažéři pryč?“[20]
- 9. prosince 1971 – Kapitán Mahendra Nath Mulla, jenž velel indické fregatě INS Khukri (F149), klesl i se svou lodí na dno oceánu, když na ni zaútočila pákistánská ponorka během Indicko-pákistánské války. Minimálně 194 členů posádky zemřelo během rychlého potopení, k němuž došlo za pouhé dvě minuty.
- 28. září 1994 – Kapitán Arvo Andresson se potopil pod hladinu i s lodí MS Estonia poblíž břehů Estonska a Finska. Z 989 osob na palubě se podařilo zachránit pouze 137. Mrtvých těl se později našlo pouze 95.
- 29. října 2012: Kapitán lodi Bounty Robin Walbridge, jež byla replikou HMS Bounty, zůstal na palubě, dokud se nenaklonila během Hurikánu Sandy. Walbridge a ještě jeden člen posádky zemřeli, zatímco čtrnáct ostatních se zachránilo v nafukovacích člunech.[21][22] Tělo kapitána Walbridge se nikdy nenašlo.[23]
- 2. října 2015 – O kapitánovi Michaelovi Davidsonovi, jenž byl velitelem nákladní lodi SS El Faro se dochovala nahrávka v zapisovači, jak povzbuzoval kormidelníka, jenž se kvůli strachu a vyčerpání ani nehnul, k opuštění lodi na záchranném člunu, kam se také chystal. Nahrávka skončila v momentě, kdy byli oba stále ještě na můstku a loď se začala potápět.

### Kapitáni, kteří se zachovali opačně
V některých případech mohou sami kapitáni potopit loď úmyslně a uniknout nebezpečí místo toho, aby zemřeli i se svou lodí. Taková volba bývala většinou možná jen v případě, že poškození lodi a nákladu nezpůsobilo provozovateli lodi ani pasažérům žádné příliš rozsáhlé škody. Když se povedlo odeslat nouzový signál a zachránit z lodi veškeré pasažéry, posádku i náklad a další cenné věci, pak loď samotná již byla bezcenná a mohla se potopit. Ve vojenském námořnictvu může velení chtít vlastní loď zničit, aby se nestala kořistí nepřítele, který by si ji nechal jako trofej nebo jako zdroj informací o její technologii, jako se to přihodilo v případě incidentu lodi USS Pueblo (AGER-2). U lodí převážejících válečný materiál a zbraně je někdy nezbytné je raději potopit, než aby skončily u nepřítele.
V jiných případech se kapitán zpronevěřil svým povinnostem a raději zachránil sám sebe, než aby se staral o bezpečí své posádky, pasažérů, popřípadě nákladu, nebo o splnění určené mise. Takové rozhodnutí kapitána, který se vyhýbá odpovědnosti za své plavidlo, mu obvykle přinese trestněprávní nebo společenský trest, přičemž vojenští velitelé často čelí i potupě.
- 17. července 1880 – Kapitán Joseph Lucas Clark se svou posádkou opustili loď SS Jeddah a její pasažéry uprostřed bouře, protože očekávali, že se potopí. Ale o tři dny později byla loď na moři nalezena nepoškozená a všichni pasažéři (kromě těch, kteří se utopili, když přepadli přes palubu proto, že se pokoušeli zabránit útěku kapitána a posádky z lodi) byli v pořádku. Tento skandál však dopadl pro kapitána mírně, jeho postup byl pouze podroben kritice a na tři roky mu byla odebrána kapitánská licence. Na základě tohoto incidentu vznikla kniha Josepha Conrada: román Lord Jim. Conrad byl shodou okolností námořníkem na obchodní lodi předtím, než změnil práci a stal se spisovatelem.
- 4. srpna 1906 – Kapitán lodi SS Sirio Giuseppe Piccone opustil při nehodě loď jako první. Následkem toho zemřelo odhadem 150 až 400 pasažérů, když se pak loď potopila. Kapitán lodi potom vlivem extrémního smutku a zlomeného srdce zemřel za méně než rok ve svém exilu v Janově.[24]
- 8. září 1934 – Když na lodi SS Morro Castle vypukl požár, první důstojník William Warms, jenž převzal velení po smrti kapitána Roberta Wilmotta, vedl část posádky z lodi pryč a ponechali loď jejímu osudu. Zemřelo 137 lidí, většinou pasažérů. Veřejnost byla pobouřena tímto jednáním, zvláště po slyšení přeživších o chaosu na palubě, kdy se posádka ani nesnažila vyvést pasažéry mimo nebezpečí a uhasit požár. Loď tedy skoro celá shořela a musela být pro neopravitelné poškození odepsána.
- 10. září 1941 – Když byla německá ponorka U-501 přinucena vystoupat na hladinu kanadskou korvetou, kapitán ponorky Hugo Förster se vzdal a přeskočil na kanadskou loď. Velení po něm převzal první důstojník. Když kanadští námořníci vzali U-501 útokem, nařídil ponorku zničit. V následné potyčce zemřeli jeden Kanaďan a jedenáct Němců. Zbylých 35 Němců bylo zajato a ponorka skončila na dně Severního moře. Kapitán Hugo Förster byl v roce 1945 repatriován v rámci výměny zajatců do Německa, kde spáchal sebevraždu, když neustál kritiku svých skutků ze strany ostatních důstojníků ponorky.
- říjen 1944 – Velitel ponorky USS Tang (SS-306), poručík Richard O'Kane, byl jedním z devíti přeživších, když se ponorka potopila kvůli závadě na jejím vlastním torpédu. Když se s ostatními přeživšími dostal na povrch ponorky, padli do japonského zajetí. Přes tento nezdar byl O'Kane nakonec v roce 1953 povýšen do hodnosti kapitána.
- 12. listopadu 1965 – Když vypukl na lodi SS Yarmouth Castle rozsáhlý požár, kapitán Byron Voustinas byl prvním člověkem, jenž unikl na záchranném člunu. Celkem 90 lidí zemřelo. Kapitán byl viněn za hrubou nedbalost a z naprostého selhání, když nezorganizoval hašení požáru ani evakuaci pasažérů. Loď jako taková se nakonec potopila dvě hodiny poté, když jiné dvě lodi dokončily záchranu přeživších.
- 7. dubna 1990 – Kapitán lodi MS Scandinavian Star Hugo Larsen opustil svou loď, jakmile byl nesprávně informován, že byli všichni pasažéři evakuováni poté, kdy žhář loď během plavby podpálil. Následkem toho 158 lidí zemřelo.
- 3.–4. srpna 1991 – Kapitán lodi MTS Oceanos Yiannis Avranas opustil loď, aniž by informoval pasažéry o tom, že se loď potápí. Všech 571 osob na palubě však neštěstí přežilo díky včasnému zásahu jihoafrické pobřežní stráže, jež pro ně vyslala helikoptéry. Řecká vyšetřovací komise vinila Avranase a jeho čtyři důstojníky z nedbalosti při řešení katastrofy a řecká média ho označila za exemplární případ neprofesionálního jednání.
- 26. září 2000 – Kapitán Vassilis Giannakis a jeho posádka opustila loď MS Express Samina poté, kdy narazila do skály u Portes Inlets. 82 osob přišlo o život. Kapitán lodi byl odsouzen k 16 letům vězení a jeho první důstojník, jenž během služby v čase nehody sledoval v televizi fotbal, k 19letému trestu odnětí svobody.
- 13. ledna 2012 – Kapitán Francesco Schettino opustil svou loď Costa Concordia dříve než stovky pasažérů. 32 osob zemřelo během této katastrofy. Schettino byl nakonec odsouzen k 16letému trestu odnětí svobody.
- 16. dubna 2014 – Kapitán I Čun-sok opustil jihokorejskou loď MV Sewol a spolu s většinou posádky se zachránil, zatímco zanechali stovky studentů z Tanwonské střední školy v jejich kajutách dle instrukcí, které jim posádka zanechala.[25][5] Mnoho pasažérů kvůli tomu zůstávalo v kajutách i v momentě, kdy se loď potápěla, a utopili se. Následkem této tragédie byl kapitán lodi zatčen a v červnu 2014 postaven před soud, jakmile se objevily videozáznamy jeho záchrany na člun jihokorejské pobřežní stráže. Vyšlo najevo, že po zjištění, že se loď potápí, vůbec nevydal pasažérům pokyn opustit loď a ta se potopila i se všemi nafukovacími záchrannými čluny. Kapitán byl uznám vinným ze způsobení této tragédie a byl odsouzen na 36 let odnětí svobody. Když byl jeho čin překvalifikován jako zabití 304 pasažérů, byl postaven před soud podruhé a odsouzen na doživotí.
- 1. června 2015 – Kapitán čínské říční lodi Tung-fang č’-sing opustil loď předtím, než byli evakuováni pasažéři. Následkem toho z 454 pasažérů jich 442 zemřelo a pouze 12 se jich zachránilo. Jednalo se o dosud největší čínské lodní neštěstí.[26]